# Otto Bardenhewer

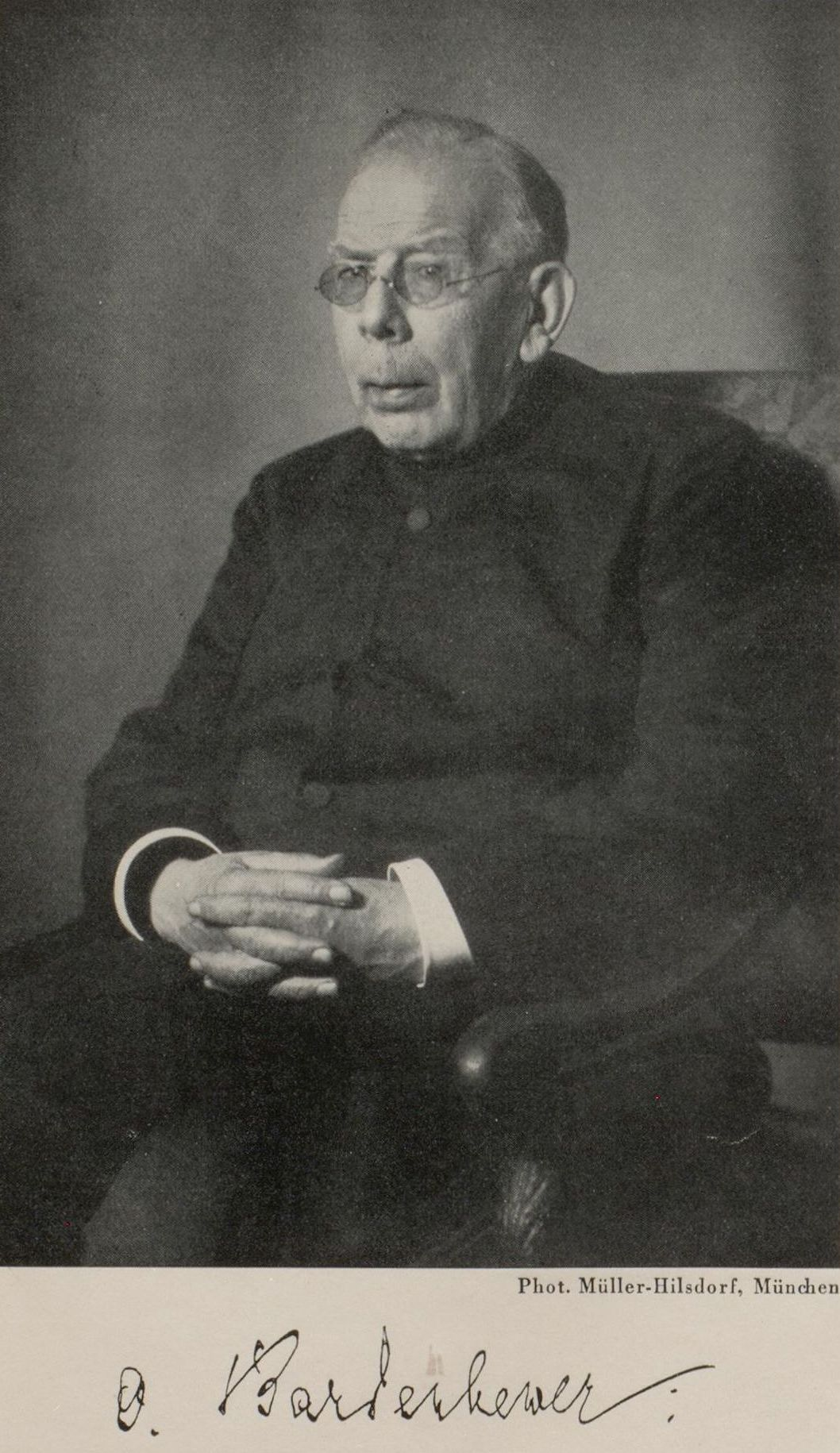
Otto Bardenhewer

Bertram Otto Bardenhewer (* 16. März 1851 in Gladbach; † 23. März 1935 in München) war ein deutscher katholischer Theologe. Wissenschaftliche Bedeutung erlangte Bardenhewer insbesondere durch seine Arbeiten auf dem Gebiet der Patrologie. 

## Leben
Otto Bardenhewer wurde am 16. März 1851 in Gladbach als Sohn eines Juristen geboren. Nach dem Besuch der Volksschule und eines Progymnasiums in seinem Geburtsort besuchte er das Quirinus-Gymnasium in Neuss und lebte in dieser Zeit im Konvikt der Lazaristen in Neuss. Im Jahre 1868 machte er sein Abitur, anschließend studierte Bardenhewer an der Universität Bonn elf Semester katholische Theologie. Bereits im 9. Semester konnte er mit einer Arbeit über Hermes Trismegistos den philosophischen Doktortitel erwerben. Nach dem Besuch des Priesterseminars empfing er am 13. März 1875 in Köln die Priesterweihe. Aufgrund der durch den Kulturkampf geprägten universitätspolitischen Rahmenbedingungen blieben zunächst mehrere Versuche Bardenhewers, eine ordentliche Professur an der Universität Münster, die damals lediglich den Status einer Philosophischen und Theologischen Akademie hatte, zu erhalten, erfolglos. Im Jahre 1876 erwarb Bardenhewer mit einer Dissertation über den Danielkommentar Hippolyts an der Universität Würzburg einen zweiten Doktor der Theologie. Ab Januar 1879 war er für neun Semester als Privatdozent für alttestamentliche Exegese an der Universität München tätig. Zum Sommersemester 1884 wurde Bardenhewer zum Professor für Altes Testament an der Universität Münster ernannt. Bereits zwei Jahre später erhielt er einen Ruf an die Universität München, wo er eine ordentliche Professur für biblische Hermeneutik und neutestamentliche Einleitung und Exegese erhielt. In dieser Funktion wirkte er bis zu seiner Emeritierung zum Ende des Wintersemesters 1923/24 im Alter von 73 Jahren. Bardenhewer starb am 23. März 1935 in München.
In seiner Würzburger Studienzeit wurde Bardenhewer aktives Mitglied der katholischen Studentenverbindung Walhalla Würzburg im KV, später wurde er in München noch Ehrenphilister der Münchener KV-Verbindungen Ottonia, Saxonia, Südmark und Alemannia.

## Wissenschaftliche Leistungen
Obwohl Bardenhewer während seiner wissenschaftlichen Karriere stets auch als Exeget tätig war und auch Arbeiten auf dem Gebiet der Mariologie veröffentlichte, gründet sich die auch heute noch vorhandene wissenschaftliche Bedeutung Bardenhewers ausschließlich auf seine Arbeiten auf dem Gebiet der Patrologie. 1894 erschien im Herder Verlag in Freiburg im Breisgau sein einbändiges Lehrbuch Patrologie. Das 1901 und 1910 neu aufgelegte Werk erschien auch in französischer, italienischer, englischer und spanischer Übersetzung. Bereits im Vorwort der Erstauflage seiner Patrologie hatte Bardenhewer angekündigt, eine ausführlichere Darstellung der altkirchlichen Literaturgeschichte vorlegen zu wollen. Dieses Vorhaben setzte Bardenhewer durch die zwischen 1902 und 1931 in fünf Bänden erschienene Geschichte der altkirchlichen Literatur in die Tat um. Sowohl die Patrologie als auch sein fünfbändiges Opus behandeln in chronologischer Folge Leben, Schriften und Lehre der Kirchenväter kombiniert mit einer Gliederung nach Sprachen und Regionen. Insbesondere die Geschichte der altkirchlichen Literatur ist aufgrund ihrer enormen Detailfülle, die fortan unerreicht blieb, auch heute noch von erheblichem wissenschaftlichen Wert. Noch im Jahre 2007 ist ein Nachdruck der 2. Auflage des fünfbändigen Werkes bei der Wissenschaftlichen Buchgesellschaft in Darmstadt neu aufgelegt worden. Bekannt wurde Bardenhewer zudem durch die Herausgabe der 2. Serie der Bibliothek der Kirchenväter, einer zwischen 1911 und 1939 in 83 Bänden erschienenen Buchreihe, in der die Texte der Kirchenväter in deutscher Sprache ediert wurden. Als Autor steuerte Bardenhewer zu dieser Buchreihe die allgemeine Einleitung zu den Werken Ephräms des Syrers und eine Übersetzung ausgewählter Schriften des Cyrill von Alexandrien bei.
Bardenhewers theologische Haltung richtete sich strikt nach den Vorgaben der römisch-katholischen Amtskirche. So verstand er seine Arbeit und das Fachgebiet der Patrologie ausdrücklich nur als Geschichte der altkirchlichen und nicht wie etwa sein protestantischer Kollege Adolf von Harnack als Darstellung der altchristlichen Literatur. Bardenhewer sah die Kirchenväter als „Dolmetscher und Verfechter einer Lehrtradition, welche schlechterdings nur auf die Apostel zurückgeführt werden kann“. Für diese Haltung, die sich jeglicher Neuinterpretation der überlieferten Schriften entzog, wurde Bardenhewer von Harnack und anderen Vertretern der liberalen Theologie häufig kritisiert.

## Bardenhewers Rolle in der Affäre Schnitzer
Bardenhewers extrem kirchentreue Einstellung – er hatte 1910 freiwillig den sogenannten Antimodernisteneid geleistet, obwohl er als Hochschullehrer zu dessen Ablegung nicht verpflichtet gewesen war – bildet auch den Hintergrund für Bardenhewers Rolle in der Affäre um den Münchner Theologen Joseph Schnitzer, durch die ersterer kurzzeitig reichsweite Aufmerksamkeit über theologische Fachkreise hinaus erlangte. Schnitzer, Professor für Dogmengeschichte, hatte am 1. Februar 1908 einen Zeitschriftenartikel veröffentlicht, der sich gegen die päpstliche Enzyklika Pascendi wendete, für den er bereits am 6. Februar 1908 wegen „dogmatischer Irrtümer“ suspendiert wurde. Bardenhewer, der zu diesem Zeitpunkt Dekan der Theologischen Fakultät war, hatte für den Münchner Erzbischof Franz Joseph von Stein ein vertrauliches Gutachten erstellt, in welchem er die Positionen Schnitzers für häretisch erklärte. In seiner Vorlesung am 10. Februar 1908 wiederholte er diese Ansicht vor Studenten. Nachdem Bardenhewers Aussagen in der Tagespresse wiedergegeben worden waren, kam es an der Universität und darüber hinaus zu einem erheblichen Aufruhr. Unter anderem versuchten Studenten, die Vorlesungen Bardenhewers zu stören. Am 20. Februar 1908 erteilte der Senat der Universität Bardenhewer eine förmliche Rüge für seine Polemik gegen einen Fakultätskollegen. Bardenhewer wies die Kritik an seinem Verhalten zeit seines Lebens zurück.

## Schriften
- Des heiligen Hippolytus von Rom Commentar zum Buche Daniel. Ein literärgeschichtlicher Versuch. Dissertation Würzburg 1876 (Digitalisat)
- Patrologie. Herder, Freiburg im Breisgau 1894 (2. Auflage 1901; 3. Auflage 1910) (Lehrbuch), (Digitalisat 1. Auflage)
- Geschichte der altkirchlichen Literatur. Herder, Freiburg/Br.
  - Band 1, 1902 (2. Auflage 1913) Digitalisat 1. Auflage
  - Band 2, 1903 (2. Auflage 1914) Digitalisat 1. Auflage
  - Band 3, 1912 (2. Auflage 1923) Digitalisat 1. Auflage
  - Band 4, 1924 (2. Auflage 1924) Digitalisat 1. Auflage
  - Band 5, 1932 Digitalisat
    - Nachdruck Wissenschaftliche Buchgesellschaft, Darmstadt 2007, ISBN 978-3-534-20191-4 (Rezension bei sehepunkte, Ausgabe vom 15. Mai 2009),
- Mariä Verkündigung – Ein Kommentar zu Lukas 1, 26-38. Herder, Freiburg/Br. 1905
- (Hrsg.): Bibliothek der Kirchenväter. Kempten/München 1911 ff.